# روایت

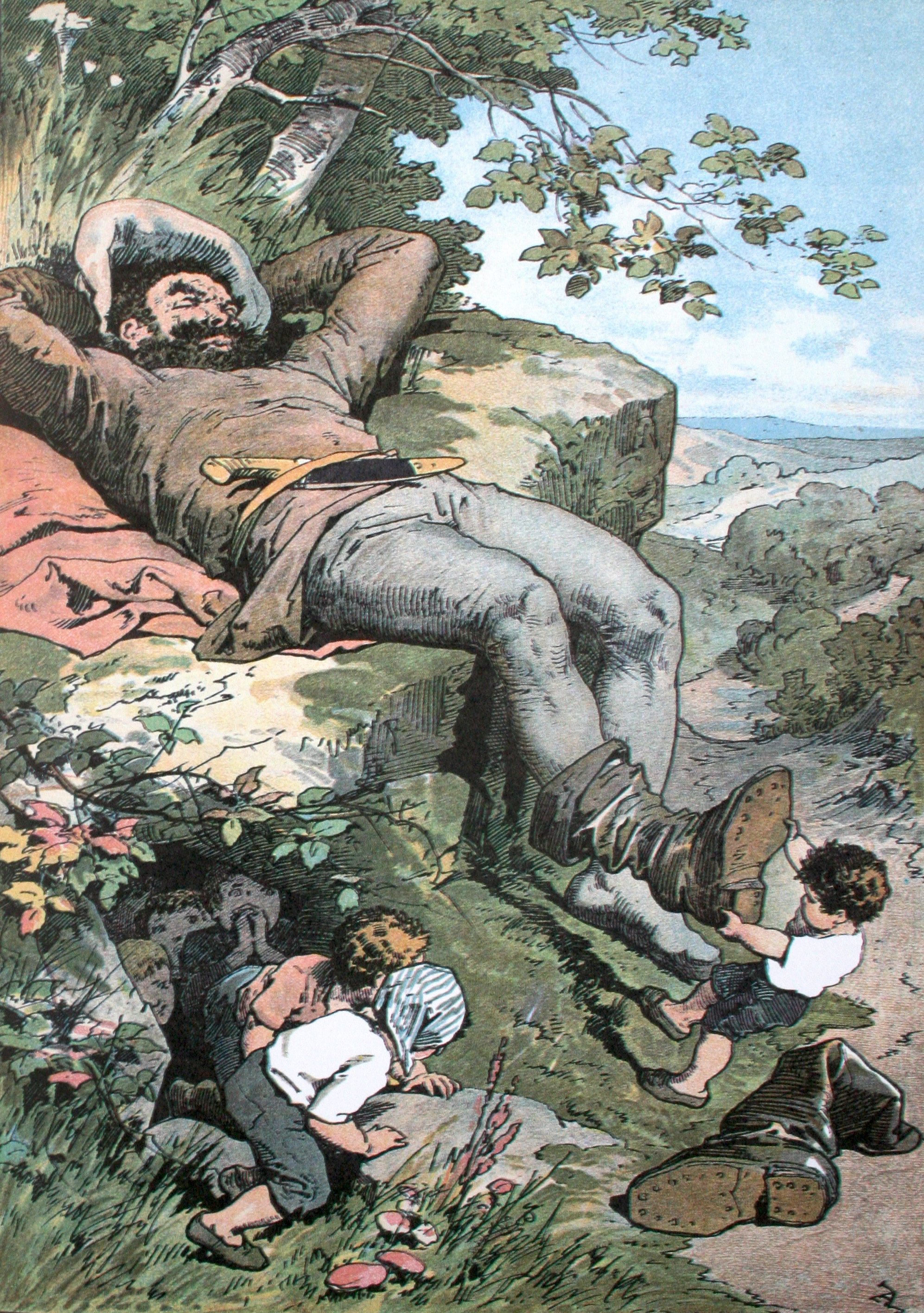
غول و بچه‌ها، مصورسازی از تام ثومب به سال ۱۸۶۵

یک روایت هر گزارش یا گفته‌ای از مجموعه‌ای از رویدادها یا تجربیات مرتبط خواه غیر داستانی (شامل: شرح حال، زندگی‌نامه، گزارش خبری، مستند، سفرنامه، و غیره) یا داستانی (قصه، حکایت، افسانه، روایت هیجان انگیز، رمان و …) است. روایت‌ها را می‌توان از طریق دنباله‌ای از کلمات نوشتاری یا گفتاری، از طریق تصاویر ثابت یا متحرک، یا از طریق هر ترکیبی ارائه کرد. مکتب نقد ادبی موسوم به صورت‌گرایی روسی، روش‌هایی را به کار می‌گیرد که بیشتر برای تحلیل روایت‌های داستانی و روایت‌های غیر داستانی مانند سخنرانی‌های سیاسی استفاده می‌شود. از اصطلاحات اساسی مرتبط با هر روایت می‌توان به پِیْرنگ روایت، صحنه روایت، کشمکش (های) روایت، درون‌مایه روایت و شخصیت (های) آن روایت اشاره نمود.
داستان‌سرایی شفاهی اولین روش شناخته شده تاریخی برای به اشتراک گذاری روایت بوده. در دوران کودکی اکثر مردم، از روایت‌ها برای راهنمایی کودکان در مورد رفتار مناسب، تاریخ فرهنگی، شکل‌گیری و یاددهی هویت جمعی و ارزش‌هایشان به کودکان استفاده می‌کنند. داستان‌سرایی شفاهی امروزه در انسان‌شناسی و در میان مردمان بومی سنتی مورد مطالعه قرار می‌گیرد.
روایت‌ها را می‌توان در همه اشکال خلاقیت، هنر و سرگرمی انسان از جمله گفتار، ادبیات، تئاتر، موسیقی و آهنگ، کمیک، روزنامه، فیلم، تلویزیون و ویدئو، بازی‌های ویدئویی، رادیو، بازی، تفریحات بدون ساختار، و اجرا یافت. به‌طور کلی، و همچنین در نقاشی، مجسمه‌سازی، طراحی، عکاسی، و دیگر هنرهای تجسمی، تا زمانی که دنباله ای از رویدادها ارائه می‌شود نیز می‌توان روایت را یافت. چندین جنبش هنری، مانند هنر نوگرا، روایت را به نفع امر هنر انتزاعی و مفهومی رد می‌کنند.
روایت همچنین ممکن است در درون روایت‌های دیگر، مانند روایت‌هایی که توسط یک راوی غیرقابل اعتماد (یک شخصیت) گفته می‌شود وجود داشته باشد. بخش مهمی از بسیاری از روایت‌ها، شیوه روایت است. شیوه روایت عبارت است از مجموعه روش‌هایی که برای انتقال روایت از طریق تفسیر نوشتاری یا گفتاری استفاده و دیده می‌شود.

## تاریخچهٔ داستان‌های عامیانه
داستان‌های عامیانه و افسانه‌های درون آن‌ها هیچگاه به‌عنوان مدرکِ قابل استناد، استفاده نمی‌شوند، اغلب آن‌ها بسته به فرهنگ شکل گرفته در آن منطقه دستخوش تغیراتی هم از لحاظ زبانی و لهجه و هم از لحاظ ساختار می‌شوند، در این میان تنها چیزی که دست نخورده باقی می‌ماند ریشهٔ تاریخی داستان عامیانه است. این داستان‌ها اغلب بیانگر مکنونات درونی، آرزوها، آرمان‌ها، پیروزی‌ها و حتی شکست‌های یک قوم در بستر تاریخ و جغرافیای آن قوم بوده‌اند.
نام داستان عامیانه اولین بار توسط بانویی به نام مادام دالنویی در اواخر قرن هفدهم مصطلح گردید، بسیاری از داستان‌های عامیانه، تاریخی افزون بر یکصد ساله دارند که به نظر می‌رسد با تغییرات، در فرهنگ‌های مختلف جهان همراه بوده‌اند، بررسی و یافتن تاریخِ ایجاد داستان‌های عامیانه با توجه به اینکه تنها فُرم‌ها و شکل‌های ادبی باقی می‌مانند، کاری محال و تقریباً غیرممکن است، با این حال به گفتهٔ محققان در دانشگاه‌های دورهام و لیسبون، ممکن است ریشهٔ اصلی داستان‌های عامینهٔ امروزی به هزاران سال پیش نیز بازگردد، داستان‌های عامیانه در رده‌های مختلفی طبقه‌بندی می‌شوند و در این مورد سیستم طبقه‌بندی آرنه تامپسون و آنالایز مورفولوژیک از ولادیمیر پراپ قابل توجه هستند.

## ریشهٔ واژه
با توجه به بحث‌های افلاطون و ارسطو در باب ماهیتِ ادبیات که محاکات است، لغاتی چون داستان و حکایت و افسانه باید در اصل به‌ مفهوم شبیه‌سازی و محاکات دلالت داشته باشند.
اما در مورد واژه داستان در حواشی برهان قاطع آمده‌است که می‌توان آن را هم ریشه دادستان در زبان پهلوی و به‌معنای حق و قانون دانست. البته علاوه بر این، دادستان به معنای پروسه و روند نیز به‌کار می‌رفته‌است و از این رو داستان یعنی یک جریان و روند و با قصه در زبان عربی شباهت معنایی می‌یابد.
با وجود این، به نظر می‌رسد واژهٔ داستان ریشه «دا» و «داتن» باشد به معنی آفریدن و ساختن مثل دادار، بغداد و بامداد. از این رو معنای آن به fiction در زبان انگلیسی که معادل جعل خیالی است نزدیک خواهد بود.
همچنین ممکن است واژهٔ داستان مرکب از دو بخش «دا» و «ستان» باشد. «دا» از ریشهٔ هندواروپایی: *dʰē-؛ ریشهٔ فارسی باستان و اوستایی: dā- (آفریدن، ساختن)؛ سنسکریت: dʰā- و فارسی میانه: dah- (آفریدن) است و «ستان» پسوند مکان و زمان است، بدین رو داستان؛ «جا» و «گاهِ» آفریدن است.

## انواع داستان‌ها

### داستان کوتاه
داستان کوتاه گونه‌ای از ادبیات داستانی است که نسبت به رمان یا داستان بلند حجم کم‌تری دارد و نویسنده در آن برشی از زندگی یا حوادث را می‌نویسد درحالی که در داستان بلند یا رمان، نویسنده به جنبه‌های مختلف زندگی یک یا چند شخصیت می‌پردازد و دستش برای استفاده از کلمات باز است. به همین دلیل ایجاز در داستان کوتاه مهم است و نویسنده نباید به موارد حاشیه‌ای بپردازد.

### داستان بلند
داستان بلند به گونه‌ای از داستان‌ها گفته می‌شود که خصوصیات رمان و داستان کوتاه را هر دو در خود داشته باشد. در داستان بلند درست مانند داستان کوتاه معنا از اهمیت بالایی برخوردار بوده و فشردگی معنایی وجود دارد. همچنین شخصیت‌ها و زمان پیوسته در حرکت هستند، تمامی شخصیت‌ها به‌صورتی هماهنگ در جهت تصویر معناهای اصلی داستان نقش‌آفرینی می‌کنند و پیرنگ نیز از استحکام و انسجام بالایی برخوردار است. حال اینکه داستان بلند همچون رمان، شخصیت‌ها را گسترش نمی‌دهد و اما موضوع نیز بیشتر از وضعیتی که در داستان کوتاه دارد در آن گسترده می‌گردد. پرورش شخصیت و معنا در داستان بلند بیشتر از داستان کوتاه صورت می‌پذیرد و تا اندازه‌ای به‌خصوصیات رمان نزدیک می‌شود.

### رمان
رُمان متنی روایت‌گر و داستانی است که در قالب نثر نوشته می‌شود. در قرن هجدهم کلمهٔ «رمان» بیشتر برای اشاره به قصّه‌های کوتاه در مورد عشق و توطئه به‌کار می‌رفت. در ۲۰۰ سال اخیر رمان تبدیل به یکی از مهم‌ترین اشکال ادبی شده‌است.
کلمهٔ «رمان» از زبان فرانسوی وارد زبان فارسی شده‌است. رمان در فارسی قالب ادبی مدرنی به‌شمار می‌رود؛ یعنی رمان در ادبیات فارسی، دیگر به معنای پیشین نیست و در معنای مدرن آن زیرمجموعه داستان طبقه‌بندی می‌شود.

### داستانک
داستان فلَش، داستانک یا داستان کوتاه، قالبی در داستان‌نویسی است که در چند خط یا حداکثر یک صفحه نوشته می‌شود و در پی یک کشف ضربه‌زننده است. این کشف می‌تواند غافلگیر کردن خواننده و ایجاد شوک، شوخی یا نمایش لحظه‌ای زیبا باشد.
در فارسی می‌توان آن را «داستان ناگهان»، «داستان لحظه»، و «داستان آنی».

## روایت

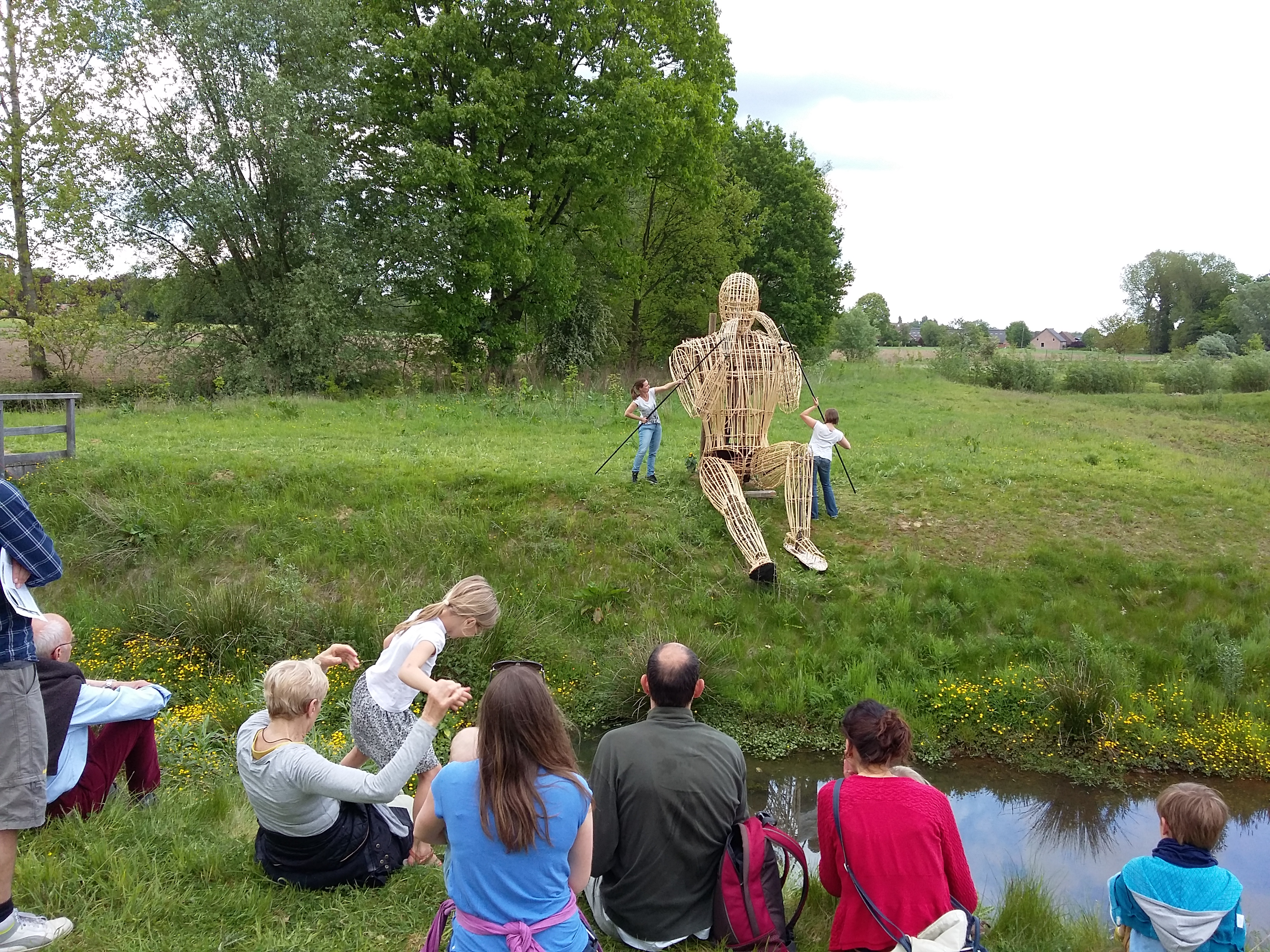
روایت کردن یک داستان در فضای باز

روایت، داستانی در یک قالب ساختاری است که به صورت سخن، نوشتار، سرود، فیلم، کار تلویزیونی، بازی کامپیوتری، عکاسی، تئاتر یا سکانسی از یک رخداد قصه‌ای یا غیرقصه‌ای را توصیف می‌کند.
داستان، فراورده‌ای تخیلی است که در جهان خود، واقعی نمایانده می‌شود. واژهٔ داستان ممکن است به‌عنوان مترادفی برای روایت استفاده شود. همچنین می‌تواند به عنوان کلمهٔ ارجاعی به سکانس‌های توضیح داده شده در روایت تلقی گردد. یک روایت ممکن است توسط یک شخصیت در خلال روایت بزرگ‌تر، نقل شود. یک بخش مهم از روایت، شیوه روایت است. شیوه‌های به‌کاررفته برای برقراری ارتباط در روایت به عنوان یک عملکرد را روایت‌گری می‌نامند.
در کنار بیان، استدلال و توصیف (روایت)، روایت جزء چهارم شیوه بیان در کلام تعریف می‌شود. در تعریف دقیق‌تر، روایت شیوه‌ای قصه‌نویسی فارسی است که در آن راوی مستقیماً با خواننده ارتباط برقرار می‌کند.
داستان‌ها یک جنبهٔ پراهمیت فرهنگ به‌شمار می‌آیند. بسیاری از کارهای هنری و اکثر کارهای ادبی را داستان می‌گویند؛ در حقیقت بشریت از داستان‌ها شکل گرفته‌است. اون فلانگان از دانشگاه دوک استاد تحقیقات حس آگاهی می‌نویسد: «شواهد قویاً نشان می‌دهند که انسان در تمام فرهنگها برای ارزش‌گذاری هویت خود از نوعی فرم روایتی استفاده می‌کند. ما داستان سرایان دیرینه هستیم.»
از دیدگاه روایت‌شناختی، روایت همان بازنمایی قصه (یعنی یک رخداد یا مجموعه‌ای از رخدادها) است. برخی پژوهشگران مدعی‌اند بدون حضور کسی که روایت را نقل کند (یعنی راوی) روایتی نیز در کار نیست اما بسیاری از نمایش‌ها و فیلم‌ها در این دیدگاه نادیده گرفته شده‌اند؛ زیرا نمایش و فیلم معمولاً بدون راوی قصه‌گویی می‌کنند. روایت‌ها دو جزء اصلی دارند: قصه و گفتمان روایی.

## خاستگاه روایت
داستان‌ها، خاستگاه باستانی دارند که در فرهنگ‌های ایران باستان، مصر باستان، یونان باستان، چین و هندوستان وجود دارند. داستان‌ها یک مؤلفه بارز از ارتباطات انسانی هستند که به عنوان تمثیل و نمونه برای روشن کردن اهداف مورد استفاده قرار می‌گیرد. داستان سرایی احتمالاً یکی از ابتدایی‌ترین فرم‌های سرگرمی است. روایت همچنین ممکن است به پروسه‌های روان شناختی شخصی، حافظه و معناسازی اشاره کند.
به نظر پژوهشگران منشأ روایت‌هایی که از جهان وجود دارد عواملی مانند اساطیر، ادیان، تاریخ، ادبیات و یافته‌های علمی است. بعضی از نظریه‌پردازان باور دارند که نخستین روایت‌ها از اساطیر سرچشمه گرفته‌اند. روایت‌های اساطیری سعی داشتند چیستی و چرایی جهان را برای انسان توضیح بدهند. بسیاری از محققان انسان را ذاتاً حیوانی قصه‌گو می‌دانند که می‌کوشد هر چه را که پیرامونش وجود دارد در قالب داستان بریزد تا آشفتگی‌ها و پراکندگی‌های دنیایش را سر و سامان بدهد. گروهی نیز معتقدند نیاز ناگزیر ما به ارتباط انسانی، موجب شده که داستان‌گویی بخش جدایی‌ناپذیری از هویت انسانی شود. انسان با داستان دنیایی پیدا می‌کند که می‌تواند آن را با دیگران به اشتراک بگذارد.
صرف‌نظر از میزان درستی و اعتبار هر یک از این ادعاها، انسان همواره مشغول بازگویی و بازسازی داستان‌هایی است که پیش‌تر شنیده‌است. در گذر زمان، بازگویی و بازسازی روایت‌های اولیه، گاه در ساحت خیال و گاه در فضای واقعی و تاریخی دنبال شده و داستان‌های جدیدی از جهان به وجود آمده‌است. راویان داستان‌ها دانسته و ندانسته و تحت تأثیر تجربه‌های فردی یا خیال‌پردازی محض یا متأثر از رخدادهای تاریخی، سمت و سوی داستان‌ها را تغییر می‌دهند. بعضی از این داستان‌ها به روایت‌های جمعی تبدیل می‌شوند. روایت‌های جمعی به تعبیر ژان فرانسوا لیوتار ابرروایت‌هایی هستند که روایت‌های کوچک‌تر را در دل خود جای می‌دهند و افراد زیادی قطعیت و حقیقت آن‌ها را می‌پذیرند. بعضی از روایت‌ها هم فردی هستند و در مقیاس کوچک‌تری فقط به راوی تعلق دارند و منحصر به او باقی می‌مانند.

## پی‌آمدهای ادراکی
نشانه‌شناسی با ساختمان‌های قالب‌بندی شده منحصر به فرد معناها به نام نشانه آغاز می‌شود و معنی‌شناسی راهی است برای آن که کدها به هم پیوند بخورند تا پیام دریافت شود. این بخشی از یک سیستم ارتباطی است که از اِلمان‌های لفظی و غیر لفظی استفاده می‌کند تا بیانی را با مدالیته‌ها و فرم‌های گوناگون ایجاد کند.
رومن یاکوبسن در: «دربارهٔ رئالیسم در هنر» استدلال می‌کند که ادبیات به عنوان یک نهاد مستقل وجود ندارد، او و بسیاری از نشانه‌شناسان این نظر را قبول دارند که همه متن‌ها چه نوشتاری و چه گفتاری همسانند، مگر آن که برخی نویسندگان متن‌های خود را با خصوصیات مشخص ادبی کدگذاری کنند تا از دیگر فرم‌های بیان مشخص باشند. با این حال یک تمایل روشن به تشخیص فرم روایت ادبی به صورت مستقل از دیگر فرم‌های روایت وجود دارد. این نگاه اولین بار در کار فرمالیستهای روس نظیر تحلیل‌های ویکتور شکلوسکی از رابطه ساخت و سبک و کارهای ولادیمیر پراپ دیده شد، که وی تحلیل‌هایی را دربارهٔ طرح‌های مورد استفاده در افسانه‌های پریان انجام داد و ۳۱ ترکیب کارکردی معین را مشخص نمود. این تمایل (یا تمایل‌ها) در کارهای گروه پراگ و اندیشمندان فرانسوی از جمله کلود لوی استراوس و رولاند بارت نیز جریان یافت. این تمایل، به تحلیل ساختاری روایت و بدنهٔ پر نفوذ مدرنیته انجامید و این پرسش‌های مهم معرفت‌شناسی را مطرح کرد:
- متن چیست؟
- نقش آن در بافتار فرهنگی چیست؟
- چگونه در هنر، سینما، تئاتر و ادبیات آشکار می‌شود؟
- چرا روایت به ژانرهای متفاوتی نظیر شعر، داستان کوتاه و رمان تقسیم‌بندی می‌شود؟
- چرا روایت‌ها در ادبیات وجود دارند؟

## نظریه ادبی
از منظری متداول در نشانه‌شناسی و تئوری ادبی، روایتْ یک داستان یا بخشی از یک داستان است، ممکن است به زبان آورده شود، نوشته شود یا تصور شود و یک یا چند زاویه دید را برای برخی نقش‌ها و ناظرها یا همهٔ آنان ارائه می‌دهد.
در داستان‌هایی که به صورت شفاهی بیان می‌شوند، یک نفر داستان را بیان می‌کند، یک راوی که مخاطبان یا او را می‌بیند یا صدایش را می‌شوند کسی که لایه‌های معنایی غیر زبانی را به متن می‌افزاید. راوی همچنین این فرصت را دارد تا واکنش مخاطب در برابر داستان را مشاهده کند تا روش بیان خود را با مضمون‌های روشن با بالابردن میل مخاطب اصلاح کند.
تفاوت‌های این روش با قالب نوشتاری که در آن نویسنده واکنش‌های محتمل خوانندگان را در حال رمزگشایی متن می‌سنجد تا انتخاب نهایی کلمات به امید رسیدن به واکنش مطلوب را انجام دهد، قابل تمییز است.
قالب هر چه که باشد، ممکن است مضمون به مردم و اتفاقات جهان واقعی مربوط باشد که با نام روایتگر تجربه‌های شخصی شناخته می‌شود. زمانی که مضمون ساختگی باشد، روش‌های دیگری اعمال می‌شوند. متن صدای روایتگر است، در حالی که راوی متعلق به جهانی ساختگی یا خیالی و نه واقعی است. راوی می‌تواند یکی از شخصیت‌های داستان باشد. رولان بارت این بخش از شخصیت‌ها را با عنوان «موجود کاغذی» تعریف می‌کند و داستان شامل روایتگرهای تجربه شخصی که توسط نویسنده خلق شده‌اند، می‌شود. زمانی که افکار آنان نیز دخیل باشند با عنوان کانونی‌سازی درونی (internal focalization) شناخته می‌شود، هنگامی که ذهن هر شخصیت روی رویداد خاص متمرکز می‌شود، متن واکنش‌های او را بازتاب می‌کند.
در قالب‌های نوشتاری، خواننده صدای راوی را هم از طریق مضمون و هم سبک نگارش می‌شنود. نویسنده می‌تواند صداها را برای حالات و مواقع مختلف رمز گذاری کند و صداها می‌توانند هم آشکار و هم پنهان باشند و از نشانه‌هایی که عقاید، ارزش‌ها و نظرات آرمانی راوی را آشکار می‌سازند می‌توان وضعیت نویسنده را نسبت به مردم، رویدادها و چیزها بازشناخت.
تمیز دادن روایتگر اول شخص از سوم شخص مرسوم است:
ژرارد ژنه به ترتیب از اصطلاحات «خودگو» و «برون‌گو» استفاده می‌کند. یک راوی «خودگو» تجارب شخصی و ذهنی خود را به عنوان شخصیتی از داستان تشریح می‌کند. این گونه راوی نمی‌تواند چیزی بیش از آنچه در واکنش‌های دیگر شخصیت‌ها آشکار می‌شود را بداند. یک روای «برون‌گو» تجربه‌های شخصیت‌هایی که در داستان ظاهر می‌شوند را تشریح می‌کند و اگر رویدادهای داستان از دید «کانونی‌کننده درونی» سوم شخص دیده شود از اصطلاح روایت مجازی استفاده می‌شود. در برخی داستان‌ها نویسنده، آشکارا بر همه چیز واقف است و از هر دو زاویه دید استفاده می‌کند و نظر خود را دربارهٔ هر رویداد بیان می‌دارد.
اشتوتان تودوروف (۱۹۶۹) اصطلاح narratology (روایت‌شناسی) را برای تحلیل‌های ساختار گرایانه روایت‌هایی که عنصر سازنده آن‌ها در کارکردها و روابط آنان معین می‌شوند، ابداع کرد.
برای این منظور داستان آن چیزی است که روایت شده‌است و موضوع‌ها، موتیوها(بن مایه) و خطوط پیرنگ در سکانس‌ها را با ترتیب زمانی معمول بیان می‌کند. از این رو پیرنگ، ساختار منطقی و علی یک داستان را نشان می‌دهد و چرایی وقوع را توضیح می‌دهد. اصطلاح «نثر»، انتخاب‌های نگارشی را توضیح می‌دهد که چگونگی روایت متن و ظهور آن در مقابل مخاطب را تعیین می‌کند.
ممکن است ترتیب‌های نگارشی رویدادها را به ترتیب زمانی نشان ندهند و از پس‌نگاه استفاده کنند به عنوان مثال برای فاش کردن انگیزش‌ها در یک لحظهٔ دراماتیک.
- زیبایی‌شناسی روایت:

هنر روایت به خودی خود یک امر بسیار مهم زیبایی شناسانه است. معمولاً تعداد زیادی از المان‌های زیبایی شناسانه در داستان‌های خوب پرداخت شده، وارد عمل می‌شوند. این المان‌ها شامل ایده‌های ضروری ساختار روایت با شروع و میانه و پایان یا شرح– توسعه– نقطه اوج – پایان، با رویدادهای مهم و محرک که در خطوط پیرنگ به صورت منسجم ساختار بندی شده‌اند، قابل تشخیص‌اند. باتمرکز ویژه روی بی‌ثباتی که شامل یادآوری گذشته، توجه به اتفاقات حال و پیش‌بینی آینده یا پس آمد می‌شود، تمرکز قابل توجه به شخصیت‌ها و شخصیت پردازی که «تقریباً مهم‌ترین مولفه رمان است.» (دیوید لاج، هنر داستان سرایی، ۶۷)، برانگیختن تأویل‌های گوناگون باایجاد صداهای مختلف در نمایش «صدای انسان یا چندین صدا از چندین انسان که با لهجه‌ها، ریتم‌ها و تپق‌های بسیار سخن می‌رانند.» (لاج، هنر داستان سرایی، ۹۷- برای بسط این نظر نگاه کنید به تئوری میخاییل باختین)، داشتن صدای راوی یا شبه راوی که به خودی خود برای مخاطبین هنگام خواندن، «نشانه گذاری» و «کشمکش» می‌کند، (نگاه کنید به تئوری واکنش خواننده‌ها) گفتگو با فشار سخن وری، فرایند دیالکتیکی بیان که گاهی اوقات وقتی که روایت به پیرنگ مقید شده باشد زیر لایه سطحی پنهان است و در دیگر وقت‌ها مشاجره کردن برای یا علیه وضعیت‌های گوناگون، تکیه محکم بر شکل زیبایی شناسانهٔ استاندارد امروزی، استفاده ویژه از استعاره، مجاز، مجاز مرسل کنایه (برای بسط این نظر نگاه کنید به فرا تاریخ، نوشته هایدن وایت) درگیری درون متنی با ارتباطات، مراجعات، اشارات، تشابهات و توازی زمانی و غیره آشکارتر است. در الباقی ادبیات و به‌طور معمول در تلاش‌هایی برای نوشتن رمان آموزنده توضیح ترقی هویت با تلاش برای نشان دادن شایستگی شخصیت و جامعه، مرسوم است.
- روایت روان شناسانه:

در فلسفه ذهن، علوم اجتماعی و سایر رشته‌های بالینی شامل پزشکی، روایت می‌تواند به روان‌شناسی بشر اشاره کند. پروسه روایت شخصی با حس شخص یاهویت فرهنگی سروکار دارد و در ایجاد و ساخت و ساز حافظه‌ها به طبیعت بنیادی شخصی استدلال می‌کند.

تقسیم‌بندی روایت مثبت و منطقی دلالت بر توسعهٔ بیماری و اختلال‌های روانی دارد و اصطلاحاً گفته می‌شود که نقش مهمی را در بهبودی باز می‌کند. روایت درمانی یک مکتب روان درمانی است.
روایت بیماری، یک راه برای کسی است که تحت تأثیر یک بیماری واقع شده تا تجربه‌های حسی وی را خلق کند. آنان معمولاً از یک یا چند الگوی از پیش نظم یافته پیروی می‌کنند، روایت تلافی گونه، روایت آشفتگی یا روایت جستجو گونه.
شخص، بیماری را به عنوان یک حالت دایمی می‌بیند که بدتر خواهد شد و بدون خصلت رهایی است. بیماری آلزایمر نمونه‌ای از این نوع است، بیمار بدتر و بدتر می‌شود و هیچ امیدی برای بازگشت وی به دنیای عادی وجود ندارد. نوع اصلی سوم، روایت جستجو گونه، تجربه وضعیت بیمار به عنوان یک فرصت برای دگرگون کردن خود به یک فرد بهتر از میان بدبختی و باز فراگرفتن آنچه که در زندگی مهم است.
نتیجه جسمانی بیماری نسبت به دگرگونی روحی و روان‌شناسی از اهمیت کم تری برخوردار است. نمونه‌ای بارز آن منظرهٔ موفق در شفای سرطان سینه‌است.
- روایت تاریخ‌شناسی:

در تاریخ‌شناسی، بر طبق گفتهٔ لارنس استون، روایت شیوهٔ بیانی سنتی، توسط تاریخ نویسان مورد استفاده بوده‌است.
در ۱۹۷۹، در یک دوره وقتی که تاریخ اجتماعی جدید به مدل تحلیلی علمی–اجتماعی نیاز داشت، استون روایت عقب‌گردی را کشف کرد. لارنس استون این موضوع را در سال ۱۹۷۹ شروع کرد. او روایت را این گونه تعریف کرد:
به ترتیب وقوع سازمان یافته‌است، روی داستان منسجم متمرکز می‌شود، جنبهٔ توصیفی آن نسبتاً بیش از جنبهٔ تحلیلی است، برای مردم صرفاً به عنوان یک توصیف خیالی اهمیتی نداشت بلکه با ویژه و خاص بودن بیش از اجتماعی و آماری بودن سروکار داشت.
وی گفت که "بیشتر تاریخ نویسان در حال تلاش برای پی بردن به اینکه چه چیزی در ذهن مردم گذشته بود و چه چیزی زندگی گذشته، دوست داشتنی بود، هستند، سؤالاتی که مارا به ضرورت استفاده از روایت آگاه می‌کند.
تاریخ نویسان ملزم به نزدیک شدن به علوم اجتماعی هستند، به هر حال از محدودیت روایت و برتری آن برای حکایت، نسبت به تحلیل و تمثیل‌ها ی زیرکانه بیش از نظم (قاعده) آماری انتقاد شده‌است.

## تاریخچهٔ داستان‌های عامیانه
داستان‌های عامیانه و افسانه‌های درون آن‌ها هیچگاه به عنوان مدرکِ قابل استناد استفاده نمی‌شوند، اغلب آن‌ها بسته به فرهنگ شکل گرفته در آن منطقه دستخوش تغیراتی هم از لحاظ زبانی و لهجه و هم از لحاظ ساختار می‌شوند، در این میان تنها چیزی که دست نخورده باقی می‌ماند ریشهٔ تاریخی داستان عامیانه است، نام داستان عامیانه اولین بار توسط بانویی به نام مادام دالنویی در اواخر قرن هفدهم مصطلح گردید، بسیاری از داستان‌های عامیانه، تاریخی افزون بر یکصد ساله دارند که به نظر می‌رسد با تغییرات، در فرهنگ‌های مختلف جهان همراه بوده‌اند، بررسی و یافتن تاریخِ ایجاد داستان‌های عامیانه با توجه به اینکه تنها فُرم‌ها و شکل‌های ادبی باقی می‌مانند، کاری محال و تقریباً غیرممکن است، با این حال به گفتهٔ محققان در دانشگاه‌های دورهام و لیسبون، ممکن است ریشهٔ اصلی داستان‌های عامینهٔ امروزی به هزاران سال پیش نیز بازگردد، داستان‌های عامیانه در رده‌های مختلفی طبقه‌بندی می‌شوند و در این مورد سیستم طبقه‌بندی آرنه تامپسون و آنالایز مورفولوژیک از ولادیمیر پراپ قابل توجه هستند

## برای مطالعهٔ بیشتر
- هایدی آن هینر، "The Quest for the Earliest Fairy Tales: Searching for the Earliest Versions of European Fairy Tales with Commentary on English Translations"
- هایدی آن هینر، "Fairy Tale Timeline"